# Dyer Brook
Dyer Brook est une ville située dans l’État américain du Maine, dans le comté d’Aroostook. 

## Géographie
| Merrill | ,          | Oakfield     |
| Hersey  | Dyer Brook | New Limerick |
| Crystal |            |              |